# Santa Bárbola
Santa Bárbola (hiszp. Santa Bárbara) – miejscowość w Hiszpanii, parafia w Asturii, w gminie Samartín del Rei Aureliu.
Według danych INE z 2005 roku miejscowość zamieszkiwało 541 osób. Powierzchnia miejscowości to 18,51 km².